# Governo Pompidou III

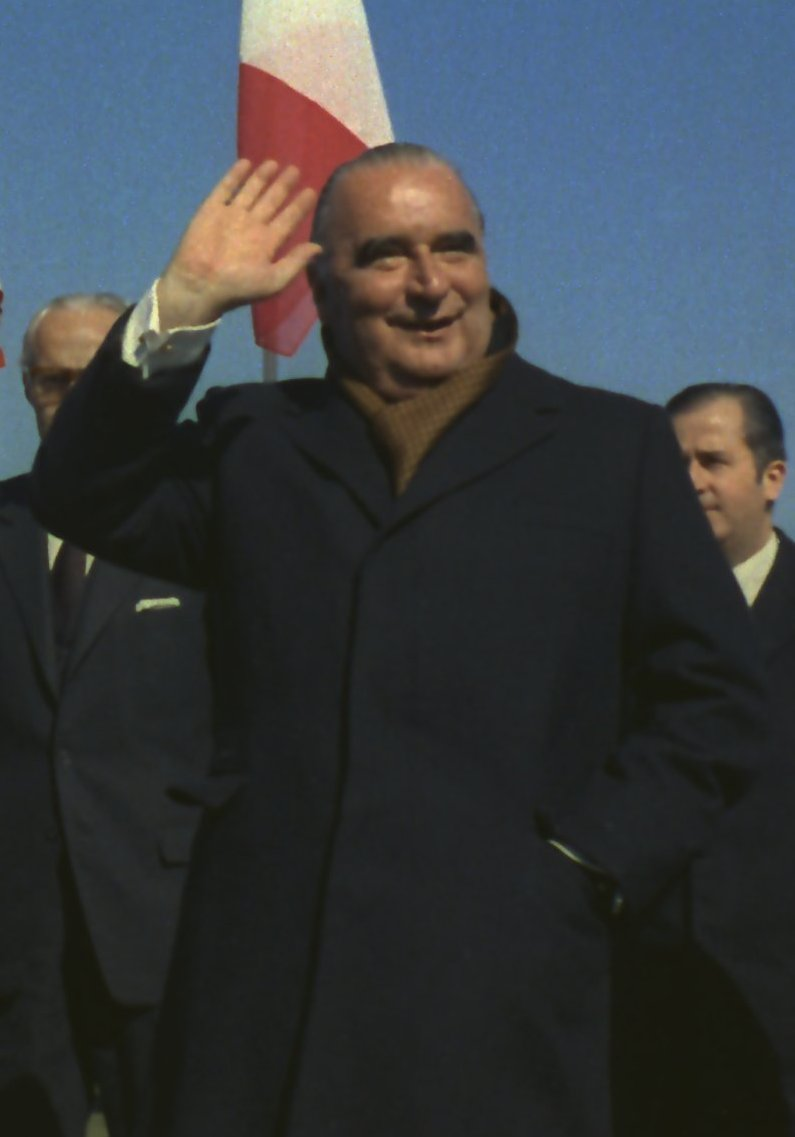
Georges Pompidou

Il  Governo Pompidou III è stato il terzo governo di Francia sotto il primo ministro Georges Pompidou in carica dall'8 gennaio 1966 all'8 aprile 1967. Questo è stato il quarto governo della Quinta Repubblica francese.
I partiti che sostennero il governo, furono:
- Unione per la Nuova Repubblica (UNR-UDT)
- Repubblicani Indipendenti (RI)
- Sinistra Democratica (GD)
- Centro Democratico (CD)

## Composizione
Governo nominato in data 8 gennaio 1966
Primo ministro
- Primo Ministro: Georges Pompidou (UNR-UDT)

Ministri di Stato
- Ministro di Stato degli Affari culturali: André Malraux
- Ministro di Stato alla Riforma amministrativa: Louis Joxe (UNR-UDT)
- Ministro di Stato ai Dipartimenti e territori d'oltre mare: Pierre Billotte (UNR-UDT)

Ministri
- Guardasigilli, Ministro della Giustizia: Jean Foyer (UNR-UDT)
- Ministro degli Affari esteri: Maurice Couve de Murville (UNR-UDT)
- Ministro dell'Interno: Roger Frey (UNR-UDT)
- Ministro dell'Esercito: Pierre Messmer (UNR-UDT)
- Ministro dell'Economia e delle Finanze: Michel Debré (UNR-UDT)
- Ministro dell'Educazione nazionale: Christian Fouchet (UNR-UDT)
- Ministro della Logistica: Edgard Pisani (GD)
- Ministro dell'Agricoltura: Edgar Faure (GD)
- Ministro dell'Industria: Raymond Marcellin (RI)
- Ministro des Affari sociali: Jean-Marcel Jeanneney (UNR-UDT)
- Ministro dei vecchi combattenti e Vittime di Guerra: Alexandre Sanguinetti (UNR-UDT)
- Ministro delle Poste e Telecomunicazioni: Jacques Marette (UNR-UDT)
- Ministro della Gioventù e dello Sport: François Missoffe (UNR-UDT)

Ministri delegati
- Ministro delegato alla ricerca atomica, questioni nucleari e spaziali: Alain Peyrefitte (UNR-UDT)

Segretari di Stato
- Segretario di Stato per i rapporti con il Parlamento: Pierre Dumas (UNR-UDT)
- Segretario di Stato per l'Informazione: Yvon Bourges (UNR-UDT)
- Segretario di Stato per gli Affari esteri: Jean de Broglie (RI)
- Segretario di Stato per la Cooperazione: Jean Charbonnel (UNR-UDT)
- Segretario di Stato per l'Interno: André Bord (UNR-UDT)
- Segretario di Stato al Budget: Robert Boulin (UNR-UDT)
- Segretario di Stato all'Educazione nazionale: Michel Habib-Deloncle (UNR-UDT)
- Segretario di Stato al Commercio estero: Charles de Chambrun (CD)
- Segretario di Stato alle Politiche abitative: Roland Nungesser (UNR-UDT)
- Segretario di Stato ai Trasporti: André Bettencourt (RI)